# Fabian ordner Gardinstang
Fabian ordner Gardinstang er en dansk stum komediefilm fra 1910 produceret af Nordisk Films Kompagni. Filmens instruktør er ukendt.
Filmen indgik en en serie af filmfarcer produceret af Nordisk Film med Victor Fabian i hovedrollen.
Filmen blev i tysktalende lande distribueret som Fabian macht die Gardinenstange zurecht.  

## Handling
Familien Fabian er flyttet i ny lejlighed, og er enige om det hele, herunder, at der skal købes en ny gardinstang, og de er enige om, at Fabian skal gå i byen og købe den. Fabian går ud for at købe gardinstangen, men kommer ud for alverdens uheld på sin tur. Det lykkes ham at komme hjem, men da han er hjemme, er der enighed om, at gardinstangen er for lang, men herefter er familien rygende uenige!

## Medvirkende
- Victor Fabian